# Knjige u 2018.
◄◄ | ◄ | 2015. | 2016. | 2017. | 2018.  | 2019. | 2020. | 2021. | ► | ►►
Arhitektura • Astronautika • Astronomija • Biologija • Film • Fotografija • Glazba • Kazalište • Kemija • Kiparstvo • Knjige • Književnost • Kršćanstvo • Meteorologija • Medicina • Planinarstvo • Politika • Pravo • Promet • Slikarstvo • Strip • Šport • Televizija • Znanost • Zrakoplovstvo • Željeznički promet
Knjige u 2018.

## Svijet
- Huzur, Martina Mlinarević. Izdavač: VLASTITA NAKLADA, ŠIROKI BRIJEG. ISBN 9789958056079
- O pisanju, Stephen King. Izdavač: VULKAN, BEOGRAD. ISBN 9788610022384

## Hrvatska i u Hrvata

### 1, 2, 3, ...
- 13 minuta, Sarah Pinborough. Prevoditelj: Duška Gerić Koren. Izdavač: Naklada Ljevak. Broj stranica: 400. ISBN 978-953-355-182-1

### A
- Anđeli u mojoj kosi, Lorna Byrne. Izdavač: Naklada Ljevak. Broj stranica: 318. ISBN 9789533551678 (četvrto izdanje))
- Artemis, Andy Weir, Prijevod: Dražen Čulić. Nakladnik: Profil. 273 str., ISBN 9789533136189
- Avijatičar, Jevgenij Vodolazkin. Izdavač: Naklada Ljevak. Broj stranica: 392. ISBN 978-953-355-163-0

### B
- Bez milosti, Renate Dorrestein. Prevoditelj: Maja Weikert. Nakladnik: Hena com. Broj stranica: 244. Beletristika. ISBN 978-953-259-205-4

### C
- Carol, Patricia Highsmith. Prevoditelji: Mima Simić i Josip Šipić. Nakladnik: Vuković & Runjić. Broj stranica: 304. Ljubavni romani. ISBN 978-953-286-184-6
- Crna Dalija - Tko je, zašto i kako smijenio Daliju Orešković, Boris Rašeta. Izdavač: Jesenski i Turk, Zag reb. ISBN 9789532228311
- Crne cipele, Víťo Staviarsky. Prevoditelj: Sanja Milićević Armada. Nakladnik: Hena com. Broj stranica: 208. Beletristika. ISBN 978-953-259-207-8
- Crta razdvajanja, Jean-Christophe Rufin. Prevoditelj: Dubravka Celebrini. Nakladnik: Znanje. Broj stranica: 280. Krimići i trileri. ISBN 978-953-343-668-5

### Č
- Čovjek u visokom dvorcu, Philip K. Dick. Prevoditelj: Vladimir Cvetković Sever. Nakladnik: Vuković & Runjić. Broj stranica: 312. Horor, fantastika i SF. ISBN 978-953-286-182-2

### D
- Dizajniraj svoj život : Ostvarite svoje ciljeve prokušanom metodom sa Stanforda, Bill Burnett, Dave Evans. Nakladnik: Planetopija. 284 str., ISBN 9789532573879
- Djevojka koju si ostavio za sobom, Jojo Moyes. Prijevod: Mihaela Velina. Nakladnik: Profil. 392 str., ISBN 9789533136271
- Dramaturgija lutkarskoga kazališta, Zdenka Đerđ. Nakladnik: Leykam international. 752 str. ISBN 9789533400648
- Druga obala : Dugo putovanje u bijelo, Mirjana Buljan. Nakladnik: Naklada Ljevak. 214 str., ISBN 978-953-355-186-9

### E
- Eseška zmija, Sara Perry. Prijevod: Saša Stančin. Nakladnik: Profil. 392 str., ISBN 9789533136400

### F
- Fantastično sjajne žene koje su promijenile svijet, Kate Pankhurst. Prijevod: Dina Morić Bošnjak. Nakladnik: Profil. 32 str., ISBN 9789533135915
- Fosilni kapital : Uspon parnoga pogona i korijeni globalnog zatopljenja, Andreas Malm. Prijevod: Mirta Jambrović. Nakladnik: Fraktura. 592 str., ISBN 9789532669862

### H
- Hrvatsko devetnaesto stoljeće : Politika, jezik, kultura, Josip Bratulić. Nakladnik: Hrvatska sveučilišna naklada. 356 str., ISBN 9789531693523

### I
- Izabrane pjesme, Marina Cvjetajeva. Prijevod: Antica Menac, Radomir Venturin, Dubravka Dorotić Sesar. Nakladnik: Matica hrvatska. 330 str., ISBN 9789533411088

### J
- Judi i beštije, Miljenko Smoje. Izdavač: Hena Com. Broj stranica: 328. ISBN 978-953-259-195-8
- Junak ili čudovište, Mirta Maslać. Nakladnik: Durieux. 243 str., ISBN 9789531884532

### K
- Kako Berlin vlada Europom, Paul Lever. Prijevod: Iva Karabaić (Kraljević). Nakladnik: Profil. 267 str., ISBN 9789533136325
- Kako pronaći ljubav u knjižari, Veronica Henry. Prevela Ira Martinović. Mozaik knjiga, 2018. ISBN 9789531423762
- Karcinom dojke : Multidisciplinarno liječenje, Urednik: Fedor Šantek, Lidija Beketić-Orešković. Nakladnik: Medicinska naklada. 231 str., ISBN 9789531768412
- Knjige Jakubove : Ili Veliko putovanje preko sedam granica, pet jezika i tri velike religije, ne računajući one male, Olga Tokarczuk. Prijevod: Mladen Martić. Nakladnik: Fraktura. 912 str., ISBN 9789532669831
- Kraj : Slom Hitlerove Njemačke 1944. – 1945., Ian Kershaw. Nakladnik: V.B.Z. 560 str., ISBN 9789535200307
- Kuk, Anton Tudor, Tomislav Mađarević. Izdavač: Medicinska naklada. Broj stranica: 362. ISBN 978-953-176-800-9

### L
- Laži o Bogu u koje vjerujemo, William P. Young. Prijevod: Sanja Ščibajlo. Nakladnik: Naklada Ljevak. 208 str., ISBN 9789533551920
- Lijenozemska, Kestutis Kasparavičius. Prijevod: Mirjana Bračko. Nakladnik: Ibis grafika. 56 str., ISBN 9789537997472

### Lj
- Ljeto na jezeru Čiču, Jasminka Tihi-Stepanić. Izdavač: Naklada Ljevak. Broj stranica: 192. ISBN 9789533551876
- Ljuljačka daha, Herta Müller. Prevoditelj: Helen Sinković. Nakladnik: OceanMore. Broj stranica: 254. Beletristika. ISBN 978-953-332-076-2

### M
- Maša i maškare, Sanja Pilić. Nakladnik: Mozaik knjiga. 40 str. ISBN 9789531423120
- Medvjed i slavuj, Katherine Arden. Prijevod: Vladimir Cvetković Sever. Nakladnik: Mitopeja. 324 str., ISBN 9789535956525
- Moja borba, Karl Ove Knausgård. Prevoditelj: Anja Majnarić. Nakladnik: OceanMore. Broj stranica: 528. Biografije i memoari. ISBN 978-953-332-070-0

### N
- Nav i raj : Studija o Nazorovoj epici, Pavao Pavličić. Nakladnik: Matica hrvatska. 198 str., ISBN 9789533411002
- Nebo je naše, Luke Allnutt. Prevoditelj: Lidija Milenkov Ečimović. Nakladnik: Znanje. Broj stranica: 330. ISBN 978-953-343-748-4
- Nebo puno Himalaje, Darko Berljak. Izdavač: Libricon. Broj stranica: 309. ISBN 9789538017087
- Nightingale Way, Samantha Young. Izdavač: Fokus komunikacije d.o.o. Broj stranica: 336. ISBN 978-953-349-085-4
- Nuspojave psihofarmaka. Urednik: Ninoslav Mimica, Suzana Uzun, Oliver Kozumplik. Nakladnik: Medicinska naklada. 62 str., ISBN 9789531768399

### O
- Osnove statistike, Jasna Horvat, Josipa Mijoč. Izdavač: Naklada Ljevak. Broj stranica: 677+16 ISBN 9789533551807

### P
- Pjesme, nepjesme, Irena Vrkljan. Nakladnik: V.B.Z. 92 str., ISBN 9789535200291
- Poderana koljena, Dino Pešut. Nakladnik: Fraktura. Broj stranica: 224 ISBN 978-953266959-6
- Polarni san, Davor Rostuhar. Izdavač: KEK. Broj stranica: 415. ISBN 9789539943484
- Potpuna ekstaza: Narkotici u Trećem Reichu, Norman Ohler. Prevoditelj: Boris Perić. Nakladnik: OceanMore. Broj stranica: 240. Povijest i politika. ISBN 978-953-332-071-7
- Povijest pčela, Maja Lunde. Nakladnik: Naklada Ljevak. Broj stranica: 360. ISBN 978-953-355-178-4
- Pravila magije, Alice Hoffman. Prijevod: Dražen Čulić. Nakladnik: Profil. 300 str.,ISBN 9789533136387
- Preživjele, Riley Sager. Izdavač: Fokus komunikacije d.o.o. Broj stranica: 412. ISBN 978-953-349-089-2
- Priča o onima koji bježe i onima koji ostaju, Elena Ferrante. Prijevod: Ana Badurina. Nakladnik: Profil. 438 str., ISBN 9789533136332
- Profinjeno umijeće stava j**e mi se : Kako na nelogičan način ostvariti kvalitetan život, Mark Manson. Prijevod: Petra Štrok. Nakladnik: Naklada Ljevak. 216 str., ISBN 9789533551845
- Projekt 1000-100-1-0, Mario Šoštar. Nakladnik: INES.LIT. Broj stranica: 308. ISBN 978-953-48092-0-4

### R
- Radni logor Jasenovac,  Igor Vukić, Naklada P.I.P. Pavičić, Zagreb, 2018.

### S
- Sanjica Lacković, Dario Harjaček. Nakladnik: OceanMore. Broj stranica: 192. Beletristika. ISBN 978-953-332-073-1
- Savršeni, Cecelia Ahern. Prijevod: Davorka Herceg Lockhart. Nakladnik: Profil 302 str., ISBN 9789533136288
- Selidba, Miljenko Jergović. Nakladnik: Fraktura. 384 str., ISBN 9789532669848
- Skrivena oaza, Paul Sussman. Izdavač: Škorpion. Broj stranica: 432. ISBN 978-953-289-125-6
- Snježno sljepilo, Ragnar Jónasson, Prijevod: Zrinka Pavlić. Nakladnik: Znanje. 256 str., ISBN 9789533436906
- Stvaranje pisanjem, Marijana Češi. Izdavač: Naklada Ljevak. Broj stranica: 288. ISBN 978-953-355-158-6
- Stogodišnji maraton : Tajni plan Kine kako da nadmaši Sjedinjene Države i postane glavna svjetska supersila, Michael Pillsbury. Prijevod: Branka Maričić. Nakladnik: Profil. 301 str., ISBN 9789533135984
- Sve što znam o tebi, Karen Cleveland. Prijevod: Saša Stančin. Nakladnik: Profil. 252 str., ISBN 9789533136295

### Š
- Što je bubamara čula na odmoru, Julia Donaldson. Prijevod: Ozren Doležal. Nakladnik: Profil. 32 str., ISBN 9789533136004

### T
- Tjelesno vježbanje i zdravlje, Marjeta Mišigoj-Duraković, Nakladnik: Znanje. 560 str., ISBN 9789533437026
- Torta od priča, Biserka Balenović. Izdavač: Naklada Ljevak. Broj stranica: 174. ISBN 9789533551814
- Tri prijatelja u čamcu, Nicholas Oldland. Prijevod: Nataša Ozmec. Nakladnik: Planetopija. 32 str., ISBN 9789532573893

### U
- U službi orbulatora, Bobbie Peers. Prijevod: Munib Delalić. Nakladnik: Naklada Ljevak. 208 str., ISBN 9789533551906
- Ušao konj u bar, David Grossman. Prijevod: Andrea Weiss Sadeh. Nakladnik: Fraktura. 192 str., ISBN 9789532669893
- Uvjerljivo drugi, Sven Popović. Nakladnik: Fraktura. Broj stranica: 208. ISBN 978-953266955-8

### V
- Veličanstveni izum, Ashley Spires. Prijevod: Ozren Doležal. Nakladnik: Profil. 30 str., ISBN 9789533136165
- Voljela sam Staljina - i on mene!: Memoari najpopularnije sovjetske glumice, tajne Staljinove ljubavnice, Ljubov’ Petrovna Orlova. Prijevod: Vlado Vurušić. Nakladnik: Profil. 224 str., ISBN 9789533136363

### Z
- Zagabrijel, Boris Perić. Nakladnik: Edicije Božičević. 224 str., ISBN 9789537953829
- Zenobija, Morten Dürr, Lars Horneman. Prevoditelj: Dora Maček. Nakladnik: Sandorf. Broj stranica: 97. Literatura za mlade, Strip. ISBN 978-953-351-098-9

### Ž
- Žena na prozoru, A. J. Finn. Prijevod: Lada Furlan Zaborac. Nakladnik: Profil. 434 str. ISBN 9789533136172
- Život bez kraja, Frederic Beigbeder. Nakladnik: Naklada OceanMore. 240 str., ISBN 9789533320779

## Vanjske poveznice
|  | Zajednički poslužitelj ima još gradiva o temi Knjige iz 2018. |